# 大谷健太
大谷 健太（おおたに けんた、1985年9月11日 - ）は、日本のピン芸人。

## 来歴
2005年、宮川とコンビ『桃組』を結成。2008年に東京へ移籍するも、2013年に解散。解散後はピン芸人として活動。
2020年2月、R-1ぐらんぷり2020にて、敗者復活戦を勝ち抜いて決勝進出し、準優勝を納めた。
2021年12月、東京都渋谷区にあるレンタルスペース、Oak Cubeにて『大谷健太の早口言葉かるた展』が開催された。 「早口言葉かるた」は早々に完売し、会場にて急遽受注販売受付を行われた。その後も地方開催、かるた購入希望の声が相次いだため、大阪府で開催されることが発表された。
2022年2月、好評につき、大阪府大阪市のLAUGH & PEACE ART GALLERY OSAKAにて『大谷健太の早口言葉かるた展』が開催された。
2025年2月11日〜8月31日にかけて、富士急ハイランドにてコラボイベント『大谷健太の＃富士急早口プロジェクト』が開催され、富士急ハイランドにちなんだオリジナル早口言葉を考案した。

## 人物
- 色白である。
- 絵が上手い。フリップネタで漫画（ドラゴンボールなど）の模写やシュールなイラストを描く。
- 持ちネタは、早口言葉や前述のフリップネタの他に切り絵芸がある。
- 2022年時点で歯が3本ない[7]。元々は5本なかったが、2本は入れられた[7]。また「育ちが悪くて歯磨きの文化がなかった」「新鮮なレタス食べたらシャキシャキすぎて歯が欠けた」という歯のエピソードがある[7]。
- 髪の毛を20年くらい自分で切っている[7]。
- 普段はかなりの人見知り。
- 薄毛である。
- 吉本興業所属であるが長年に渡り担当マネージャーがついておらず、R-1グランプリで準優勝を果たして以降も担当マネージャーを付けて貰えず、オーディションの情報を吉本興業から回して貰えないなどの不遇な待遇であった。それを見かねた初恋タローが自身のマネージャーに大谷の境遇を直訴した事で、吉本側も大谷にマネージャーが付いていない事実を把握し、結果として初恋タローのマネージャーが大谷を担当する事になった。
- EXITのりんたろー。と非常に仲が良く、R-1グランプリ出場の際には応援コメントを貰っている。また、初恋タロー曰く、2人ともかなりヤンチャで、若い時は連んで悪さをしては初恋タローに怒られていたと語られている。

## 芸風
主にフリップ芸を行う。

### 早口言葉
オリジナルの早口言葉を言っていくネタ。このネタでR-1ぐらんぷり2020の敗者復活戦、ファイナルステージに進出した。2021年には「大谷健太の早口言葉かるた展」が開催された。

## 出演
- R-1ぐらんぷり2020（関西テレビ） 2020年3月8日
- ザ・ベストワン（TBSテレビ） 2021年3月28日
- 賞金奪い合いネタバトル ソウドリ〜SOUDORI〜（TBSテレビ）2021年8月10日、8月17日、11月30日、12月14日
- 行列のできる相談所（日本テレビ） 2022年1月30日

## 著書
- 早口ことばえほん なんとニャンコうんこ4こ!（2022年11月10日、文響社、ISBN 978-4866515779）「おおたにけんた」名義
- かむもかまぬも神だのみ めちゃヘンな早口ことば（2022年12月22日、小学館集英社プロダクション、ISBN 978-4796873529）